# Ryan Crotty
Ryan Stevenson Crotty (Nelson, 23 settembre 1988) è un ex rugbista a 15 neozelandese, giocava come tre quarti centro.

## Biografia
Nativo di Nelson ma cresciuto nei sobborghi di Christchurch, Crotty è nato in una famiglia dedita allo sport: suo padre fu rugbista dilettante e lavora nel settore della birra, mentre sua madre è insegnante e rappresentò la Nuova Zelanda nella pallanuoto a livello internazionale; egli stesso praticò, oltre al rugby, altri sport quali pallavolo, pallacanestro e nuoto.
Nel rugby crebbe sotto la guida del padre, che allenava la squadra scolastica.
Nel 2008 debuttò in ITM Cup, il campionato provinciale neozelandese, nelle file del Canterbury e nel 2009 esordì nel Super 14 con la franchise relativa, quella dei Crusaders, con la quale fino a tutto il 2014 giunse due volte in finale di torneo.
Nel corso del Championship 2013 esordì negli All Blacks contro l'Australia a Sydney, subentrando dalla panchina in sostituzione di Ma'a Nonu; la sua prima partita da titolare fu un anno più tardi, contro lo stesso avversario ad Auckland; a tutto il 2014 sono 13 le presenze internazionali di Crotty, che dopo la fine del Super Rugby di quell'anno decise di radersi la barba di 18 mesi a scopo di beneficenza dopo avere raccolto 11 000 dollari per finanziare un'attività di sostegno a bambini affetti da cancro.

## Palmarès
- Super Rugby: 3
Crusaders: 2017, 2018, 2019
- National Provincial Championship: 8
Canterbury: 2008, 2009, 2010, 2011, 2012, 2013, 2015, 2016
- Japan Rugby League One: 1
Kubota Spears: 2023-24